# Прометей (видавництво)
Прометей — українське видавництво засноване 1946 у Баварії в Новому Ульмі  (за іншою інформацією в Мюнхені) періоду Мистецького українського руху (МУР). «Прометей» продовжував діяльність довоєнного львівського видавництва «Дешева книжка» (1935—1939), «Осередку видавничої допомоги масовій літературі» та часопису «Самоосвітник». Засновано журналістом зі Львова Романом Паладійчуком.

## Історія видавництва
1948 року численні українці опинилися на території американської зони окупації у розташованих переважно навколо Мюнхена таборах для переміщених осіб (displaced persons, DP). Серед них були поети Леонід Лиман та Леонід Полтава що роздобули кириличні шрифти за допомоги Володимира Ярошевича з колишньої друкарні журналу «Дозвілля» та газети "Земля" з Плауена. У всій Баварії існувала єдина типографія з такими черенками. Американське військо з містечка, яке, за договором, мало відійти до радянської зони окупації, якраз відступило, а нові господарі мали от-от увійти. У цей короткий проміжок одчайдухи вихопили скарб і привезли на захід, до Регенсбурга а згодом до Нового Ульма.
Наявність друкарні відтак прискорила створення письменницької організації МУР.
«Прометей» опублікував три збірники МУРу та перший випуск альманаху літератури, мистецтва й критики з аналогічною назвою. Альманах мав такі рубрики: «Проза», «Поезія», «Критика», «Огляди та рецензії». 
Видавництво публікувало серію «Бібліотека новітньої літератури» (1946–1948), зокрема в якій з'явилися такі твори:
- «Тигролови» Івана Багряного
- «Юність Василя Шеремети» Уласа Самчука
- «Старший боярин» Тодося Осьмачки
- «Еней і життя інших» Юрія Косача
- Двотомне видання творів Миколи Хвильового
- «Україна в огні й бурі революції» в 3-х томах (1943; 1950—1952) Ісаака Мазепи
- «Підстави нашого відродження» (1946) Ісаака Мазепи
- «Ферма тварин» в українському перекладі Ігоря Шевченка під псевдонімом «Іван Чернятинський» (Український став назагал першим перекладом цього знаменитого твору Джорджа Орвелла іноземною мовою)

Рад запланованих видань, зокрема «Історія української літератури» Дмитра Чижевського та словники, не було реалізовано через розпад МУРу.

## Джерело
- «Прометей» // Літературознавча енциклопедія : у 2 т. / авт.-уклад. Ю. І. Ковалів. — Київ : ВЦ «Академія», 2007. — М — Я. — 624 с. — С. 280.
- Як американці конфіскували український переклад Орвелла - Віра Агеєва